# Мультяшка
Мультя́шка, мульт — персонаж мультфильма или комикса со стилизованной гротескной внешностью; комичным или непредсказуемым поведением; и специфическими особенностями, отличающими его от людей. Мультяшки обычно обладают привлекательной внешностью вне зависимости от того, какую роль занимают — героя или злодея.
Специальное слово для обращения к мультипликационным персонажам впервые было использовано в 1981 году в романе Гэри К. Вулфа «Who Censored Roger Rabbit?» и в дальнейшем в его экранизации «Кто подставил кролика Роджера?» (1988). В произведении Гэри Вулфа люди жили в одном городе вместе с мультяшками, для которых основная работа — сниматься в мультфильмах.
Слово мультяшка образовано от слова «мультфильм», аналогично в английском: toon является сокращением от cartoon (мультфильм, карикатура). Предполагается, что словом toon, первоначально назывались герои мультсериала «Looney Tunes» от Warner Bros. и с появлением похожих мультфильмов, получило более широкое распространение.

## Характер мультяшек
Под непредсказуемостью мультяшек подразумевается их неадекватное поведение. Например, кролик Багз Банни, из «Looney Tunes», переодевается в женскую одежду, чтобы привлечь охотника Элмера Фадда и сделать ему очередную подлянку. Характер мультяшки обычно имеет одну или несколько ярко выраженных черт, согласно которым определяется его дальнейшее поведение. Одни мультяшки могут быть смелыми, но наивными, тем самым постоянно попадать в переделки, другие — осторожными и нерешительными, страдающими от собственных друзей. Например: Чокнутый и Шалтай в мультсериале «Чокнутый».
Мультяшками могут быть люди, очеловеченные существа (животные или вымышленные) и очеловеченные предметы.

## Особенности традиционных мультяшек
- Сверхбыстрое передвижение в некоторых ситуациях.
- Способность без ощутимого вреда для себя падать с высоты, пробивать собой твёрдые поверхности и временно деформироваться.
- Некоторые специальные возможности, например, в виде расстёгивания шкуры, выпадение глаз.
- Отсутствие крови, первичных половых признаков и иных анатомических подробностей.
- Четыре пальца на руке и ноге (у животных мультяшек три пальца на лапе)
- Периодичное обращение к зрителю (особенно часто встречается в сериале «Looney Tunes»).
- Несбалансированые части тела: большой рот, маленькие ноги.
- Традиционные белые резиновые перчатки на руках.
- Неадекватная реакция на происходящее.

Часть из этих особенностей изначально возникла по вполне рациональным причинам: Упрощение работы аниматорам, за счёт уменьшения количества деталей, являлось причиной сокращения количества пальцев рук. Все основные жесты можно показать и через четыре пальца. Присутствие крови и ранений могло напугать детей и т. д.
Перечисленные особенности мультяшек со временем потеряли первоначальное значение, стали традиционными. Следует отметить, что многие мультфильмы (по большей части современные) подчиняются физике реального мира. Из этого следует, что далеко не для всех мультперсонажей падение с высоты заканчивается удачно, и персонажи могут получить увечья и даже погибнуть. Также достаточное количество персонажей ведут себя вполне адекватно.
Очеловеченных животных иногда называют фурри.